# Octopus alecto
Octopus alecto är en bläckfiskart som beskrevs av Berry 1953. Octopus alecto ingår i släktet Octopus och familjen Octopodidae. Inga underarter finns listade i Catalogue of Life.